# خیرآباد (گلبهار)
خیر‌آباد (گلبهار)، روستایی از توابع شهرستان گلبهار در استان خراسان رضوی ایران است.

## جمعیت
این روستا در دهستان گلمکان قرار دارد و براساس سرشماری مرکز آمار ایران در سال ۱۳۸۵، جمعیت آن ۲۲۴ نفر (۶۳خانوار) بوده‌است.